# Suzanne Morel-Montreuil
Marie Léontine Suzanne Morel dite Suzanne Morel-Montreuil, née le 14 novembre 1891 à Paris 5e et décédée dans cette ville (18e) le 24 janvier 1983, est une artiste-peintre française, pastelliste, aquarelliste et dessinatrice, ainsi qu'une pédagogue.
Dans un art figuratif, elle a réalisé des centaines d’œuvres au crayon, au fusain, à l'encre de chine, au pastel gras mais aussi à l’aquarelle et la peinture à l’huile. De nombreuses œuvres ont été exposées et primées au Salon des Artistes français, dont elle était sociétaire.

## Biographie
Suzanne Morel est la fille de Gabriel Morel et de Marie Julie Briant. Elle fait ses études aux Beaux-arts de Paris, dans l’atelier de Ferdinand Humbert, puis est professeur de dessin de la Ville de Paris de 1915 à 1952. Elle a épousé le 15 mai 1954, à Molineuf (Loir-et-Cher) Marcel Louis Henri Montreuil, artiste peintre récompensé lui-aussi par le Salon.
Avec son époux, ils se déplacent souvent à Laignes (Côte d’Or), où ils avaient hérité d'une maison rue de La Roche. Ils entretiennent des relations amicales avec les peintres Jean Julien, Renée Carpentier-Wintz, Jean Bussy (né en 1893), Jean Didier-Tourné (1882-1967), André Regagnon mais aussi l'illustrateur Xavier Josso (1814-1983), presque tous liés par une sensibilité figurative et paysagiste.
Elle est sociétaire de l’Association nationale des Artistes français depuis 1963, et appartient au Comité des Paysagistes français (1975) ; elle est sociétaire perpétuelle de l’Association des Artistes peintres, sculpteurs, architectes, graveurs et dessinateurs. Ses œuvres sont exposées au Salon des Artistes français de 1961 à 1976, au Salon violet de 1971 à 1975, au Salon de Chatou en 1971 et 1972, et au Salon d’Hiver entre 1972 et 1975 ; C’est pourquoi, en 1975, elle devient sociétaire de l’Association syndicale professionnelle de Peintres et sculpteurs français, qui organise le Salon d’Hiver.
De 1972 à 1975, elle expose au Salon de Clichy, où la délicatesse de sa nature morte est appréciée, de 1969 à 1975 aux Salon des Beaux-arts de Cormeilles-en-Parisis, en 1973 et 1976 au Salon de Montrouge. À la suite du décès de son époux survenu en 1976, elle fonde au Salon des Artistes français un Prix Marcel Montreuil, décerné entre 1977 et 1982.
Certaines œuvres ont été achetées par l’État, par la Municipalité d’Épinay-sur-Seine en 1968 et par la municipalité de Laignes.
Suzanne Morel-Montreuil est inhumée au cimetière de Saint-Ouen à Paris.

## Récompenses
- 1950 / Médaille de Vermeil de la Ville de Paris.
- 1961 / Salon des Artistes français / mention honorable (Pastel « Vase de Chine ») et prix Blanche Roullier[5].
- 1964 / Salon des Artistes français / médaille d’argent (aquarelle) et prix Blanche Roullier[6].
- 1964 / Arts-Sciences-Lettres / médaille de vermeil[7].
- 1964 / Salon de Saint-Mandé (Association nationale des Artistes français / proposée médaille de bronze (2 mai 1964), reçue médaille d’argent[8].
- 1965 / Société « Arts-Sciences-Lettres », proposée médaille de bronze, prix de la société A.S.L. (le 25 avril 1965), pour L’Antillaise, reçue médaille de vermeil[9].
- c.1965 / Salon des Beaux-arts de Levallois-Perret, Diplôme d’honneur (le samedi 20 novembre).
- 1969 / Salon des Artistes français / médaille d’or (aquarelle) et prix Blanche Roullier[10].
- 1971 / Arts-Sciences-Lettres / médaille d’or[11].
- 1974 / Salon des Artistes français / prix Blanche Roullier[12] (10).

## Décorations
Elle a été élevée au grade d’Officier des Palmes académiques et Officier des Arts et des Lettres.

## Œuvres principales
Dans ses différentes techniques d'expression (pastels, aquarelles, dessins à l'encre ou au crayon...), son registre est très varié : portraits, croquis de personnages de terroirs, d’enfants et d’animaux, natures mortes, paysages de nombreuses régions françaises : Paris, Blésois, Normandie, Côte basque, Auvergne, Périgord, Bourgogne, Roussillon, et Catalogne… Parmi ses œuvres, on peut citer :

### Pastels
- Vase de Chine, pastel, exposé au Salon de 1961, prix Blanche Roullier 1961.
- Paysanneries, exposé au Salon de 1964, prix Blanche Roullier 1964).
- Les dieux lares, pastel, exposé au Salon des Artistes français en 1970[14].
- Le vieux chaudron, pastel, exposé au Salon 1967, prix Blanche Roullier 1967, et exposé au Salon Violet en 1971[15], au Salon de Montrouge en 1976.
- Nature morte au faisan, médaille d’or au Salon 1969, prix Blanche Roullier 1969.
- Vieilles choses normandes, pastel, exposé au Salon de Chatou 1971 [16], au Salon Violet 1972.
- La Brocante, exposé au Salon de Chatou 1972
- Le Mas Trompette, exposé au Salon de Chatou 1972
- Fantaisie, pastel (nature morte au bouquet d'altéas violets, coll. Part.) exposé au Salon des artistes français de 1975[17].
- Le Solognot, exposé au Salon Violet en 1975[18].

### Aquarelles
- Nature morte au faisan, aquarelle (exposée au Salon des Artistes français 1970[19], au Salon de Chatou 1971[20], au Salon Violet 1972).
- Saint-André de Sorrède, aquarelle (exposée au Salon des Artistes français en 1970)[21].
- L’église de l’écluse (Pyrénées-Orientales), aquarelle (exposée au Salon Violet de 1971)[22].
- Paysage catalan, aquarelle (exposée au Salon des Artistes français en 1975)[23].
- Ferme à l’orée d’un bois, aquarelle (coll. part.).

### Dessins
- Étude pour Charlotte Corday, sanguine.

### Sources
- Annuaire national des Beaux-arts, Paris, 1972-1973, p. 115.
- Dominique Lobstein, Pierre Sanchez, Le salon de l'École française  - Répertoire des exposants et liste de leurs œuvres (1904-1950), Dijon, L'Échelle de Jacob, 2011, broché.  (ISBN 978-2-35968-023-2).
- Pierre Sanchez, Le Salon d'Hiver (1897-1950) - Répertoire des artistes et liste de leurs œuvres, (3 volumes), 2013.  (ISBN 978-2-35968-041-6).
- Catalogues du Salon des Artistes français, de 1955 à 1975.
- Pierre Sanchez, Dictionnaire des Indépendants (1920-1950), préface d’Emmanuel Bréon, Directeur du Musée de l’Orangerie, (3 volumes), 2008.
- Notice manuscrite de Philippe Loiseleur des Longchamps (archives LDL).